# Tobolsk
Tobolsk (Russisch: Тобольск) is een stad in Rusland, behorend tot de oblast Tjoemen in West-Siberië. De stad ligt aan de monding van de Tobol in de Irtysj en telt ruim 90.000 inwoners.  Tobolsk bestaat uit een bovenstad rond het kremlin en een benedenstad rond het Soeamenskiklooster, het oudste van Siberië.
De plaats werd in 1587 door de Siberische Kozakken als een van de eerste steden in Siberië gesticht op de plaats van het oude Ritsik Toera.  Het was in de 17e en 18e eeuw een belangrijke stad en van 1708 tot 1824 gouvernementshoofdstad van het gelijknamige gouvernement Tobolsk. Het belang van de stad nam af ten voordeel van Omsk toen eind 19e eeuw circa tweehonderd kilometer zuidelijker de trans-Siberische spoorlijn werd aangelegd, via de huidige hoofdstad van de oblast, Tjoemen.  Tobolsk was tijdens het tsarenregime een berucht verbanningsoord.
Het Kremlin van Tobolsk is het enige kremlin in Siberië.  De Sofiakathedraal werd, na verwaarlozing in de Sovjet-periode, geheel vernieuwd.
De stad heeft een scheepswerf en linnen-, tapijt-, hout- en levensmiddelenindustrie.

## Beroemde inwoners
In april 1917, na de Februarirevolutie, werden tsaar Nicolaas II en zijn familie hiernaartoe gebracht en leefden er in ballingschap in het voormalige huis van de gouverneur, het 'Huis van de Vrijheid' in de Vrijheidsstraat. Zij woonden hier tijdens de Oktoberrevolutie . Toen de tsaar, tsarina en dochter Maria in april 1918 moesten vertrekken, dachten ze dat ze naar Moskou zouden gaan. Maar ze werden onderschept in Jekaterinenburg en daar door de bolsjewieken terechtgesteld en gedood.

## Geboren
- Vasili Perov (1833-1882), kunstschilder
- Dmitri Mendelejev (1834-1907), scheikundige
- Andrej Makovejev (1982), biatleet

Bestuurlijk centrum: Tjoemen

Isjim · Jaloetorovsk · Tobolsk · Zavodo-oekovsk